# Sueur de sang (Jésus)
Pour les articles homonymes, voir Sueur de Sang.

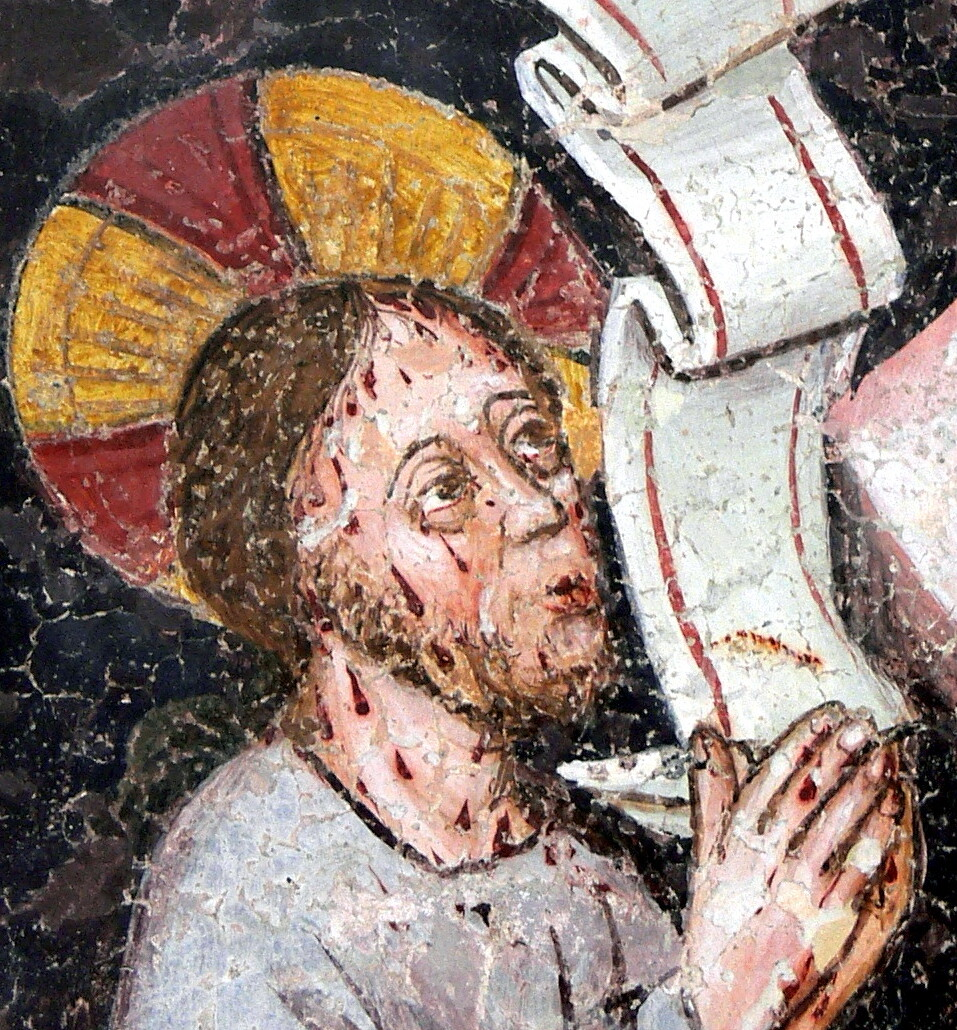
Sueur de sang de Jésus au Mont des Oliviers (Taisten)

La sueur de sang lors de l'agonie de Jésus au jardin de Gethsémani est une mention propre à l'Évangile de Luc.

## Description
Selon les récits de Matthieu  et Marc , Jésus ressentit une profonde tristesse, angoisse et frayeur durant cette nuit. C'est dans ce contexte de grande détresse physique et émotionnelle que l'Évangile selon Luc (Lc 22,44), attribué à Luc le médecin pour sa précision médicale, mentionne un phénomène particulier : l'hématidrose de Jésus est caractérisée par une sueur de sang. Elle est décrite par l'expression grecque "ὠσεὶ θρόμβοι αἵματος" traduite littéralement par "comme des caillots de sang". Cette description suggère une hémorragie plus intense que ce que le terme "gouttes" (guttae) utilisé dans la Vulgate latine.

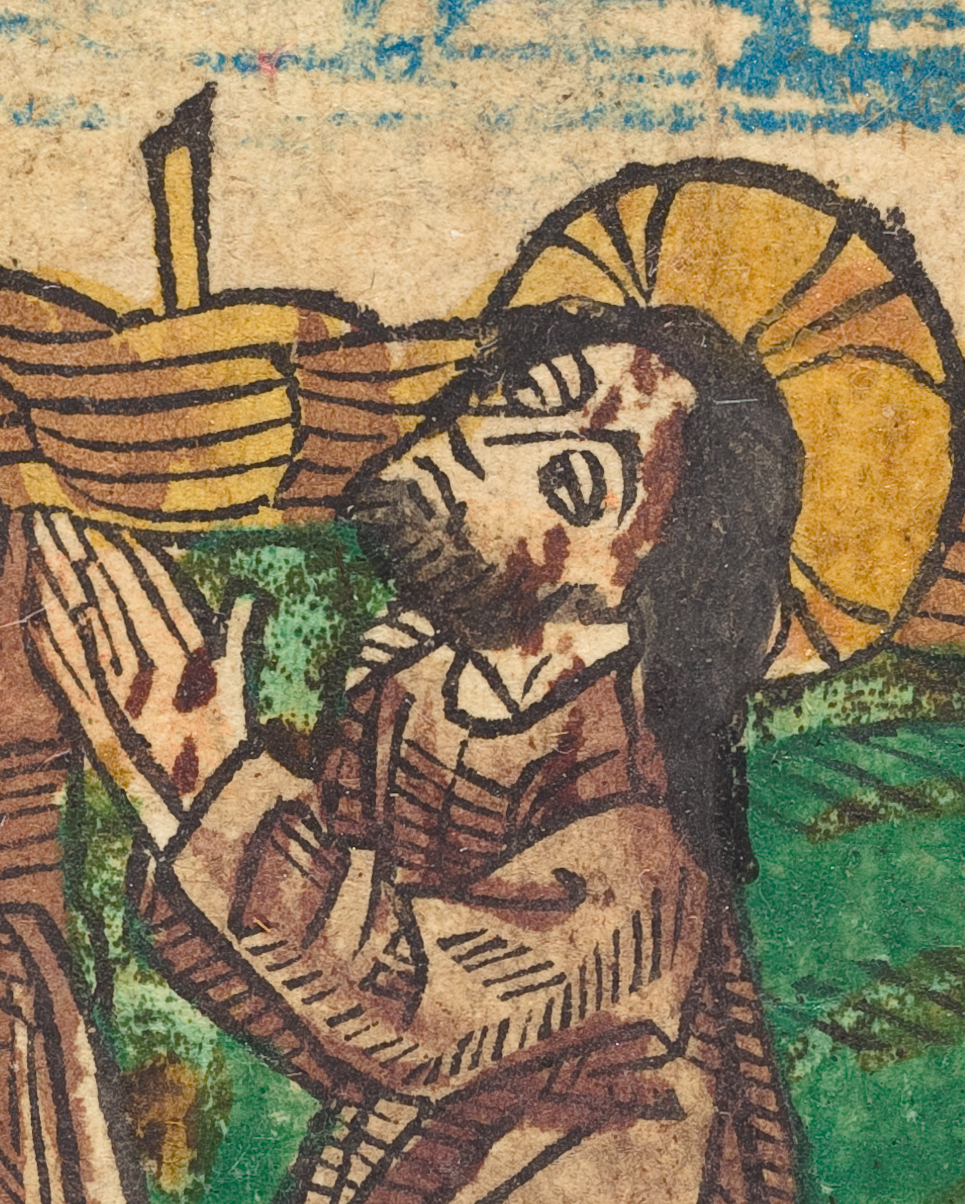
Sueur de sang de Jésus au Mont des Oliviers

## Controverses
Les versets 43-44 ont été omis par certains manuscrits comme le Vaticanus et l’Alexandrinus, mais ils se lisent dans le Sinaïticus et le Cantabrigiensis, etc. et dans les deux plus anciennes versions, l’Itala et la Syriaque. Cette omission s'explique assez facilement par le souhait de mettre de côté cet aspect très humain de l'agonisant. Ce passage a été utilisé par divers auteurs et théologiens au fil des siècles pour attester l'humanité de Jésus.

## Voir plus
Dr. Baraban., AGONIE DU CHRIST authenticité du récit et sueur de sang (lire sur Wikisource), AGONIE DU CHRIST authenticité du récit et sueur de sang, tome 1, col. 616